# 超人新世代之星II
《超人力霸王：新世代之星II》（日语：ウルトラマン ニュージェネレーション スターズ），是由圓谷製作所製作的特攝電視劇，2024年1月27日於東京電視台系列頻道每週六上午9:00-9:30（JST）播映。並於圓谷官方YouTube頻道於播映日上午8:28分率先播出，該作品為《超人新世代之星》的第二季。

## 故事概要
與STORAGE的大田結花、尋寶者伊格尼斯、機器人巨山格列佛II-V一起回顧從《超人力霸王銀河》到《布莱泽奥特曼》各部作品中出現的新生代超人力霸王戰士。 

### 登場/聲演角色
- 大田結花 - 黑木光
- 伊格尼斯 - 細貝圭（日语：細貝圭）（2, 3, 10, 21, 22）
- 巨山格列佛II-V - 西村千夜（2-10）
- AI音聲 - 福原克己
- 艾迪奥姆 - 西健亮（10-22）

## 製作人員
- 監修 - 塚越隆行
- 企劃 - 黒澤桂、大矢陽久
- 製作人 - 古川貴裕
- 構成/腳本 - 足木淳一郎
- 演出 - 中山剛平
- 映像監修 - 池田遼
- 音響効果 - 原口崇正
- 製片人 - 福田一博
- 攝影 - 倉島健一
- 剪輯 - 岩田博之
- CG製作 - 久保田早瀨
- 選曲 - 矢崎大貴
- 製作協力 - fps Progress、サウンドラウンド、千代田ビデオ
- 音樂協力 - 東京電視台音樂
- 製作 - 圓谷製作

## 播放列表
以下時間以當地時間（日本時間）為準
| 播放日期   | 話數        | 日本原文標題                  | 中文標題                    | 相關電視集數/劇場版/網絡限定內容 |
| ---------- | ----------- | ----------------------------- | --------------------------- | --- |
| 2024/01/27 | 1           | セブンガー強化計画            | 賽文加強化計畫              | 《超人力霸王Z》第1・3・5・22・25話 《超人力霸王Trigger》第7話                                                                         |
| 2024/02/03 | 2           | トレジャーハンター現る        | 寶藏獵人現身                | 《超人力霸王銀河》第8話 《超人力霸王Trigger》第7話、第8話                                                                             |
| 2024/02/10 | 3           | イグニスの依頼                | 伊格尼斯的委託              | 《超級傑洛格鬥》第1・2部 《超人力霸王捷德》第20話 《超人力霸王Z》第7話                                                                |
| 2024/02/17 | 4           | Xio激闘！戦士の背中           | Xio激鬥！戰士的背影         | 《超人力霸王X》第15話 |
| 2024/02/24 | 5           | ジャッジメンター              | 審判者                      | 《超人力霸王Orb 絆之力，請借我一用吧！》 《超人力霸王捷德》第22話 《劇場版 超人力霸王捷德 連繫起來！ 願望！！》 《超人力霸王Z》第6話  |
| 2024/03/02 | 6           | 出撃！その名はアースガロン    | 出擊！其名為阿斯加隆        | 《布莱泽奥特曼》第3話 |
| 2024/03/09 | 7           | 天才の証明                    | 天才的證明                  | 《超人力霸王銀河S》第8話 《超人力霸王X》第5話 《超人力霸王Trigger》第2・3話 《超級銀河格鬥：巨大的陰謀》                              |
| 2024/03/16 | 8           | ユカの苦悩 二号ロボ起動計画   | 結花的苦惱 二號機啟動計畫   | 《超人力霸王Z》第4話 |
| 2024/03/23 | 9           | 怪奇!虫の音の夜               | 怪奇！蟲鳴之夜              | 《布莱泽奥特曼》第20話 |
| 2024/03/30 | 10          | 英雄たちの邂逅                | 英雄們的邂逅                | 《超人力霸王銀河S劇場版：決戰！超人10勇士》 《超人力霸王Trigger》第21話 《超人力霸王Decker》第19話                                    |
| 2024/04/06 | 11          | 異次元への挑戦                | 來自異次元的挑戰            | 《超銀河傳說外傳：超人力霸王傑洛VS黑暗獨眼傑洛》 STAGE I-衝突的宇宙 《超級勝利格鬥》 《超人力霸王捷德》第5話 《超人力霸王Z》第19話    |
| 2024/04/13 | 12          | 諦めない心 絆 -Unite          | 不放棄的心 絆 -Unite        | 《超人力霸王X》第20話 |
| 2024/04/20 | 13          | ダークネスヒールズ            | DARKNESS HEELS              | 《超人力霸王捷德》第16、第17話 《超人力霸王大河》第2話 《超人力霸王Z》第17話 《超人力霸王銀河》劇場特別篇                             |
| 2024/04/27 | 14          | それぞれの道 僕が僕であること | 各自的道路 我就是我         | 《超人力霸王捷德》第4話 |
| 2024/05/04 | 15          | ココロのカタチ 奪われた星雲荘 | 心的形狀 被奪走的星雲莊     | 《超人力霸王捷德》第19話 |
| 2024/05/11 | 16          | ニセモノのオーケストラ        | 冒牌貨的交響樂              | 《大怪獸激戰衝突》 《超人力霸王Orb》第9話 《超銀河傳說外傳：超人力霸王傑洛VS黑暗獨眼傑洛》 STAGE I-衝突的宇宙 《超人力霸王羅布》第8話 |
| 2024/05/18 | 17          | 倒せロボット軍団！ 孤高の戦士 | 擊敗機器人軍團！ 孤高的戰士 | 《超人力霸王銀河S》第8話 《超人力霸王Z》第10話                                                                                        |
| 2024/05/25 | 18          | 完成？ セブンガー強化プラン   | 完成？ 賽文加強化計畫       | 《超人力霸王羅布》第8話 《超人力霸王Z》第12、20話                                                                                     |
| 2024/06/01 | 19          | 禁断の兵器！？ 分裂！ＵＰＧ   | 禁斷的兵器！？ 分裂！ＵＰＧ | 《超人力霸王銀河S》第13話 |
| 2024/06/08 | 20          | 牙を剥く偽りの希望            | 露出獠牙的虛偽希望          | 《超人力霸王Decker》第10、12、14話 |
| 2024/06/15 | 21          | 力を持つということ            | 擁有力量的意義              | 超人托利加 特別篇Z 《超人力霸王Trigger》第17,22話                                                                                     |
| 2024/06/22 | 22 (最終話) | ウルトラプライド              | Ultra Pride                 | 《超人力霸王銀河S》第14,15,16話 《超人力霸王X》第22話 《超人力霸王Z》第24,25話                                                        |

## 樂曲

### 片頭曲
「 ULTRA PRIDE 」
- 演唱：大田結花 with voyager（日语：Voyager_(音楽ユニット)） 作詞：TAKERU/ 瀨下千晶 /編曲：小西貴雄（日语：小西貴雄）

## 外部連結
- 《超人力霸王 新世代之星II》東京電視台官方網站 （页面存档备份，存于）（日語）
- 《超人力霸王系列》萬代官網 （页面存档备份，存于）（日語）
- 《超人力霸王系列》官方推特 （页面存档备份，存于）（日語）